# 瞬き (back numberの曲)
「瞬き」（まばたき）は、back numberの17枚目のシングルである。2017年12月20日にユニバーサルシグマよりリリースされた。

## 解説
- 前作「ハッピーエンド」から約13か月ぶりのリリース。
- 初回限定盤にはMVのほかメイキング映像、特別特典映像を収録したDVD付。
- カップリング曲「ARTIST」もMVが作成されている。

## 収録曲
| 全作詞・作曲: 清水依与吏、全編曲: back number。 |                                                  |            |            |
| #                                               | タイトル                                         | 作詞       | 作曲・編曲 |
| 1.                                              | 「瞬き」(映画『8年越しの花嫁 奇跡の実話』主題歌) | 清水依与吏 | 清水依与吏 |
| 2.                                              | 「ゆめなのであれば」                             | 清水依与吏 | 清水依与吏 |
| 3.                                              | 「ARTIST」                                       | 清水依与吏 | 清水依与吏 |
| 4.                                              | 「瞬き（instrumental）」                         | 清水依与吏 | 清水依与吏 |
| 5.                                              | 「ゆめなのであれば（instrumental）」             | 清水依与吏 | 清水依与吏 |
| 6.                                              | 「ARTIST（instrumental）」                       | 清水依与吏 | 清水依与吏 |

### 初回盤特典DVD収録内容
1. 「瞬き」music video
2. 「瞬き」making of studio recording & music video & photo session
3. exclusive video

## タイアップ
| 曲名 | タイアップ                             |
| ---- | -------------------------------------- |
| 瞬き | 映画『8年越しの花嫁 奇跡の実話』主題歌 |